# Соломчук Дмитро Вікторович
Соломчук Дмитро Вікторович (нар. 1 жовтня 1980, Рівне, УРСР) — український політик, народний депутат Верховної Ради ІХ скликання від політичної партії «Слуга Народу», колишній заступник керівника фракції у парламенті.
Був обраний народним депутатом від партії «Слуга народу» на парламентських виборах 2019 року, № 32 у списку.

## Життєпис
Народився у Рівному 1 жовтня 1980 року, 1987—1994 — навчався в школі № 11. 1994—1997 — навчався у школі № 4.
2003 — закінчив Рівненський кооперативний економіко-правовий коледж («товарознавство та комерційна діяльність»). З 2005 працював товарознавцем-комерсантом, займаючись роздрібною торгівлею іншими невживаними товарами в спеціалізованих магазинах.
2006 — заснував компанію «Агро-Центр», яка займається виготовленням та продажем запчастин до сільськогосподарської техніки.
2013—2018 — заочно здобував освіту за напрямом підготовки «Правознавство» в Рівненській філії Національної академії внутрішніх справ.
2014 — засновник та голова громадської організації «Час-Дій».
|  | «Наша місія – спільними зусиллями зробити Рівне комфортним для життя. Ми усвідомлюємо відповідальність, яку беремо на себе та переконані, що є тим об’єднанням, яке творить майбутнє міста» – визначена місія ГО «Час-Дій». |

З 2016 року співвласник компанії ТОВ «Могул Лубрікантс». Основний вид діяльності фірми: роздрібна торгівля пальним.
7 вересня 2021 року представляв Україну на 30-му Економічному Форумі у Польщі, який відбувався у місті Карпач.

## Бізнес
2006 — заснував компанію «Агро-Центр», що займається виробництвом та продажем запчастин до сільськогосподарської техніки. Згодом були відкриті філії у Черкаській, Хмельницькій, Тернопільській, Вінницькій, Львівській, Київській та Житомирській областях. Також запчастини експортуються до Німеччини, Чехії та інших європейських країн для місцевих фермерів.
Бізнес вів разом із дружиною Оленою, яка опікується магазином дитячих іграшок agrobaby.com.ua та арткафе «Елеонора».
2016 — з партнерами заснував компанію ТОВ «Могул Лубрікантс» з метою роздрібної торгівлі пальним. Після обрання народним депутатом продав бізнес.

## Родина
- Дружина: Олена Степанівна Соломчук (Степанюк).
- Син: Даміан (нар. 2016).

## Політична діяльність
На президентських виборах 2019 року Соломчук очолював штаб команди Зеленського та був його представником на Рівненщині. Після перемоги Зеленського став офіційним представником Президента в Рівненській області.
29 серпня — 3 грудня 2019 — заступник голови фракції партії «Слуга н-ароду».
Член Комітету Верховної Ради з питань аграрної та земельної політики. У парламенті відстоює інтереси малих та середніх фермерів.